# Loroni
Loroni  est une localité située dans le département de Toéni de la province du Sourou dans la région de la Boucle du Mouhoun au Burkina Faso.

## Géographie

### Situation
Bien qu'elle ne soit pas le chef-lieu, Loroni – qui regroupe administrativement les villages de Pérèga et Yarin – est la commune la plus peuplée du département avec plus de 4 200 habitants au total pour les trois localités en 2003. Loroni seul dénombre 1 847 habitants lors du dernier recensement général de la population de 2006.
Le village est traversé par la route nationale 21.

### Climat
Loroni est doté d'un climat de steppe sec et chaud, de type BSh selon la classification de Köppen, avec des moyennes annuelles de 28,5 °C pour la température et de 554 mm pour les précipitations.

## Santé et éducation
Loroni possède un centre de santé et de promotion sociale (CSPS) tandis que le centre médical avec antenne chirurgicale se trouve à Tougan.
Le village possède un centre de formation des jeunes adultes (CFJA) et une école primaire privée  construite et équipée par l'ONG belge Les Frères d'Espérance–deBroeders van de Hoop[réf. nécessaire].